# SønderjyskE Ishockey
SønderjyskE Ishockey – duński klub hokeja na lodzie z siedzibą w Vojens.

## Historia
Pod obecną nazwą klub gra od 2004, jednak powstał w 1963 jako Vojens Ishockey Klub.

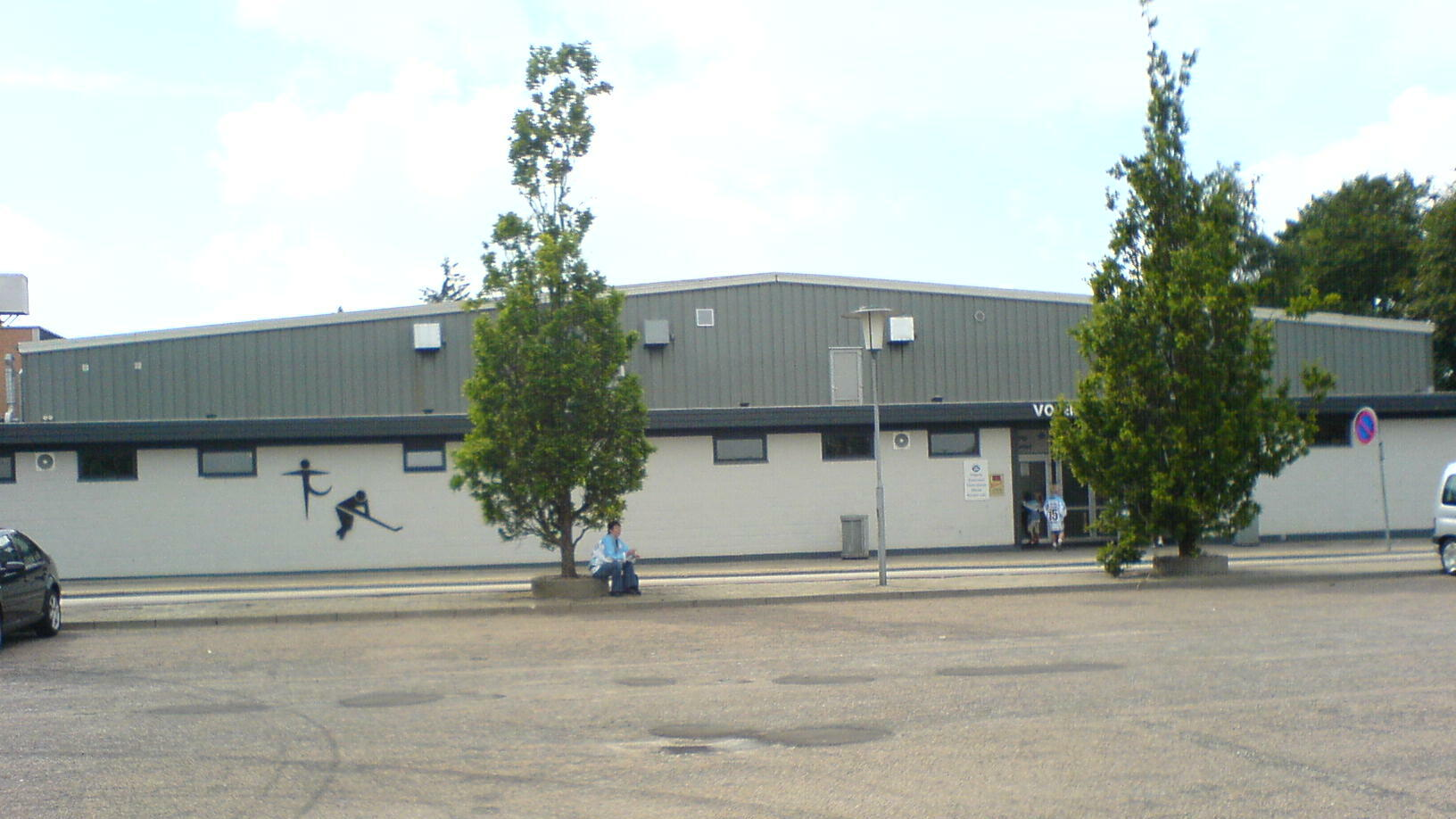
Vojens Skøjtehal

Historyczne nazwy
- Vojens Ishockey Klub (1963–1997)
- Vojens Lions (1997–2003)
- IK Sønderjylland (2003–2004)
- SønderjyskE Ishockey (2004–)

## Sukcesy
- Złoty medal mistrzostw Danii: 1979, 1980, 1982 (jako Vojens IK), 2006, 2009, 2010, 2013, 2014, 2015
- Srebrny medal mistrzostw Danii: 2019
- Brązowy medal mistrzostw Danii: 1969, 1978 (jako Vojens IK), 2007, 2008, 2011, 2012, 2021
- Puchar Danii: 2010, 2011, 2013, 2021
- Finał Pucharu Danii: 1999, 2014, 2015
- Trzecie miejsce w Pucharze Kontynentalnym: 2011
- Puchar Kontynentalny: 2020